# Kráľovičove Kračany
Kráľovičove Kračany est un village de Slovaquie situé dans la région de Trnava.

## Histoire
Première mention écrite du village en 1215.

## Démographie

### Évolution de la population
| Année:               | 1994. | 2004.   | 2014.   | 2024.   |
| -------------------- | ----- | ------- | ------- | ------- |
| Nombre de personnes: | 957   | 1036    | 1041    | 1129    |
| Différence:          |       | +8,25 % | +0,48 % | +8,45 % |

| Année:               | 2023. | 2024.   |
| -------------------- | ----- | ------- |
| Nombre de personnes: | 1127  | 1129    |
| Différence:          |       | +0,17 % |